# دوریلتون (بازیکن فوتبال)
دوریلتون گومس ناسیمنتو (به پرتغالی: Dorielton Gomes Nascimento) معروف به دوری (Dori) بازیکن فوتبال در پست مهاجم اهل برزیل است که در شهر Vila Velha و در تاریخ ۷ مارس ۱۹۹۰ به دنیا آمده‌است.

## باشگاهی
دوریلتون در تیم‌های فوتبال فلومیننزه و  باشگاه فوتبال چانگچون یاتای  سابقهٔ حضور دارد.